# Flash Gordon
Вижте пояснителната страница за други значения на Флаш.
„Flash Gordon“ е албум на британската рок група Куийн, издаден през 1980 г. Един от двата филмови музикални албуми (заедно с албума към филма „Шотландски боец“). Това е албум към научнофантастичния филм за героя Флаш Гордън. Песента „Flash's Theme“ е единственият издаден сингъл от албума (под заглавие „Flash“). Албумът достига до номер 10 в британските класации и номер 42 в САЩ.

## Списък на песните
Страна А
1. Flash’s Theme (Мей) – 3:29
2. In the Space Capsule (The Love Theme) (Тейлър) – 2:42
3. Ming’s Theme (In the Court of Ming the Merciless) (Меркюри) – 2:40
4. The Ring (Hypnotic Seduction of Dale) (Меркюри) – 0:57
5. Football Fight (Меркюри) – 1:28
6. In the Death Cell (Love Theme Reprise) (Тейлър) – 2:24
7. Execution of Flash (Дийкън) – 1:05
8. The Kiss (Aura Resurrects Flash) (Меркюри) – 1:44

Страна Б
1. Arboria (Planet of the Tree Men) (Дийкън) – 1:41
2. Escape from the Swamp (Тейлър) – 1:43
3. Flash to the Rescue (Мей) – 2:44
4. Vultan’s Theme (Attack of the Hawk Men) (Меркюри) – 1:12
5. Battle Theme (Мей) – 2:18
6. The Wedding March (Аранжимент: Мей) – 0:56
7. Marriage of Dale and Ming (And Flash Approaching) (Мей/Тейлър) – 2:04
8. Crash Dive on Mingo City (Мей) – 1:00
9. Flash’s Theme Reprise (Victory Celebrations) (Мей) – 1:23
10. The Hero (Мей) – 3:31

## Състав
- Фреди Меркюри: водещи и беквокали, пиано
- Брайън Мей: китари, пиано
- Роджър Тейлър: барабани
- Джон Дийкън: бас